# Paralvinella dela
Paralvinella dela är en ringmaskart som beskrevs av Detinova 1988. Paralvinella dela ingår i släktet Paralvinella och familjen Alvinellidae. Inga underarter finns listade i Catalogue of Life.